# جواو فييرا
جواو فييرا (بالبرتغالية: João Vieira‏) هو منافس ألعاب قوى برتغالي، ولد في 6 مارس 1919.

## وصلات خارجية
- جواو فييرا على موقع الاتحاد الدولي لألعاب القوى (الإنجليزية)
- جواو فييرا على موقع الاتحاد الأوروبي لألعاب القوى (الإنجليزية)
- جواو فييرا على موقع أوليمبيديا (الإنجليزية)